# Кладеш
Кладеш (фр. Cladech) насеље је и општина у југозападној Француској у региону Аквитанија, у департману Дордоња која припада префектури Сарла ла Канеда.
По подацима из 2011. године у општини је живело 94 становника, а густина насељености је износила 17,12 становника/km². Општина се простире на површини од 5,49 km². Налази се на средњој надморској висини од 251 метар (максималној 268 m, а минималној 94 m).

## Демографија
| 1962. | 1968. | 1975. | 1982. | 1990. | 1999. | 2011. |
| ----- | ----- | ----- | ----- | ----- | ----- | ----- |
| 112   | 115   | 91    | 96    | 81    | 84    | 94    |

График промене броја становника у току последњих година